# Тарту (мова)

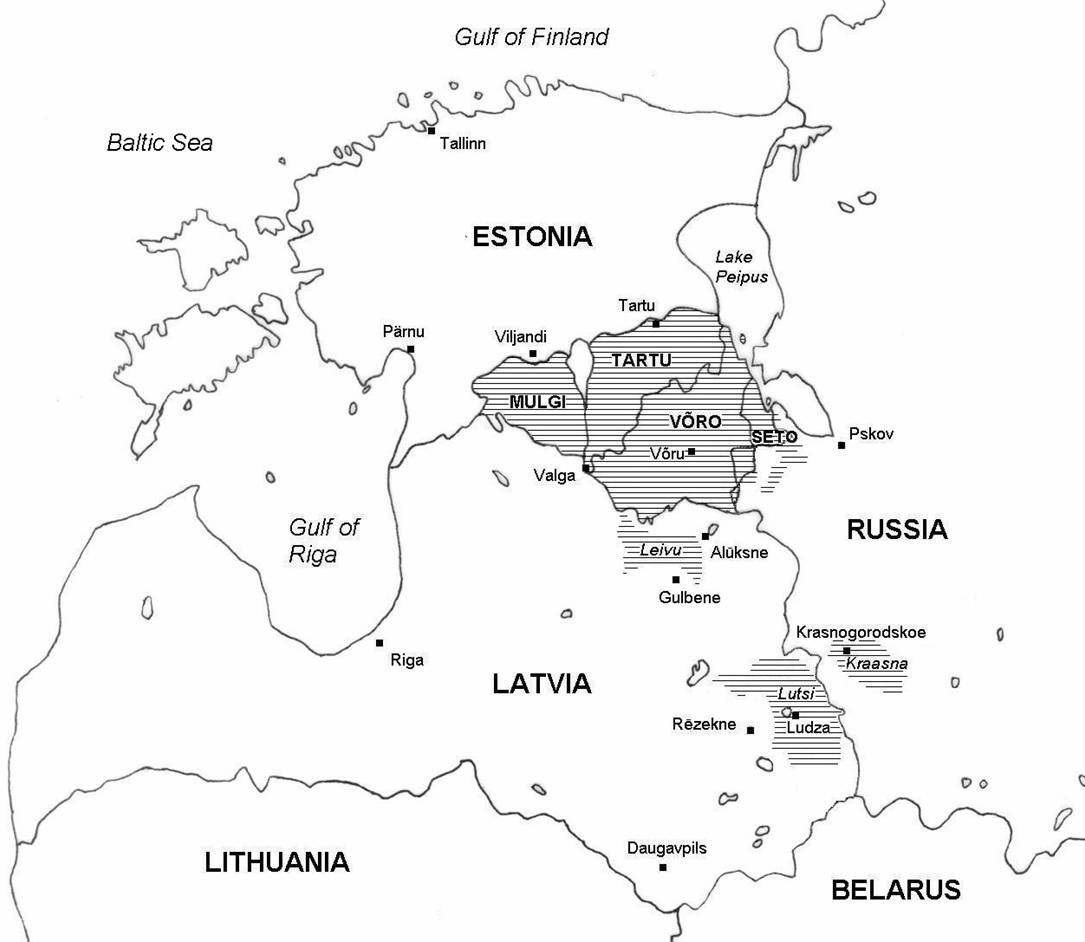
Поширення південноестонських мов: мульгі, сету, тарту і виро

Мова тарту (ест. tartu keel, півд.-ест. tarto kiil або tarto kiil) — старовинна регіональна мова Естонії, що входить до групи південноестонських мов. Згідно із традиційним підходом її вважають тартуським діалектом південноестонської мови або південноестонської групи діалектів естонської мови.
За даними перепису населення Естонії 2011 року мова тарту має 4109 носіїв переважно на півдні історичної землі Тартумаа; зараз цей старовинний мовний простір розділено між повітами Тартумаа, Валґамаа та Пилвамаа.
Так само, як і всі інші уральські мови, мова тарту є гендерно незорієнтованою, адже не має граматичної категорії роду. Серед усіх південноестонських діалектів мова тарту найбільш подібна до мови мульгі.

## Історія
Здебільшого мова тарту відома все ж таки в контексті історичної мови тарту, тобто південноестонської літературної мови. З XVI по XIX століття мова тарту була однією з двох літературних мов Естонії. Південноестонська літературна мова, що базується здебільшого на мові тарту, зазнала найбільшого розквіту у XVII–XIX ст.: передусім її використовували в історичних парафіях півдня повіту Тартумаа (Санґасте, Отепяе, Камб'я, Винну, Ринґу, Ранну, Пуг'я, Нио і Тарту-Маар'я). Також вона була мовою церкви, шкіл та судочинства в історичних повітах Тартумаа і Вирумаа та окрім цього використовувалася у повітах Валґамаа та Пилвамаа.
Однією з найстаріших та найважливіших письмових пам'яток південноестонської літературної мови є видана у 1686 році книжка «Wastne Testament» — переклад Нового Заповіту, виконаний священиком німецько-балтійського походження Андреасом Вірґініусом та його сином Адріаном. Іншими відомими особистостями, пов'язаними із мовою тарту були зокрема Йоахім Россініус, який склав церковний довідник, Йоганн Гутслафф, що уклав граматику, поет Кясу Ганс та інші. Найвідомішими джерелами мовою тарту є католицький довідник «Agenda Parva», укладена Й. Гутслаффом граматика «Observationes grammaticae circa linguam Esthonicam» та переклад Нового Заповіту «Meije Issanda Jesusse Kristusse Wastne Testament».
На жаль, у другій половині ХІХ століття значення мови тарту як літературної мови знизилося і на перший план вийшла північноестонська, або талліннська, мова. Головною причиною цього була маленька кількість осіб, що розмовляли цією мовою. До того ж широко поширилася ідея, що  один народ має мати одну літературну мову, яка була б зрозуміла всім та сприяла б усвідомленню національної ідентичності.

## Сучасний стан
Наразі подекуди видаються твори мовою тарту. Збірка публікацій Якоба Гурта «Looja ees» (ест. «Перед Творцем»), видана у 2006 році, містить його проповіді на ринґуському діалекті тартуської мови. У сучасній літературі мову тарту найчастіше використовував письменник Матс Траат; також відомим прикладом є письменник Елляй Туулепяялсельт.
У наш час мова тарту має невелику аудиторію мовців, яка до того ж швидко старіє. На відміну від мов виро, сету та мульгі для захисту та розвитку мови тарту настільки активної роботи не проводилося, до того ж мова тарту лишається недостатньо вивченою — не вистачає словників, граматичних матеріалів та навіть простих текстів нею. Також вона зникає через відсутність нею ЗМІ та навчання у школах, проте так само, як і вищевказані мови виро, сету та мульгі, мову тарту зараз намагаються відновити.